# تشوباكابرا

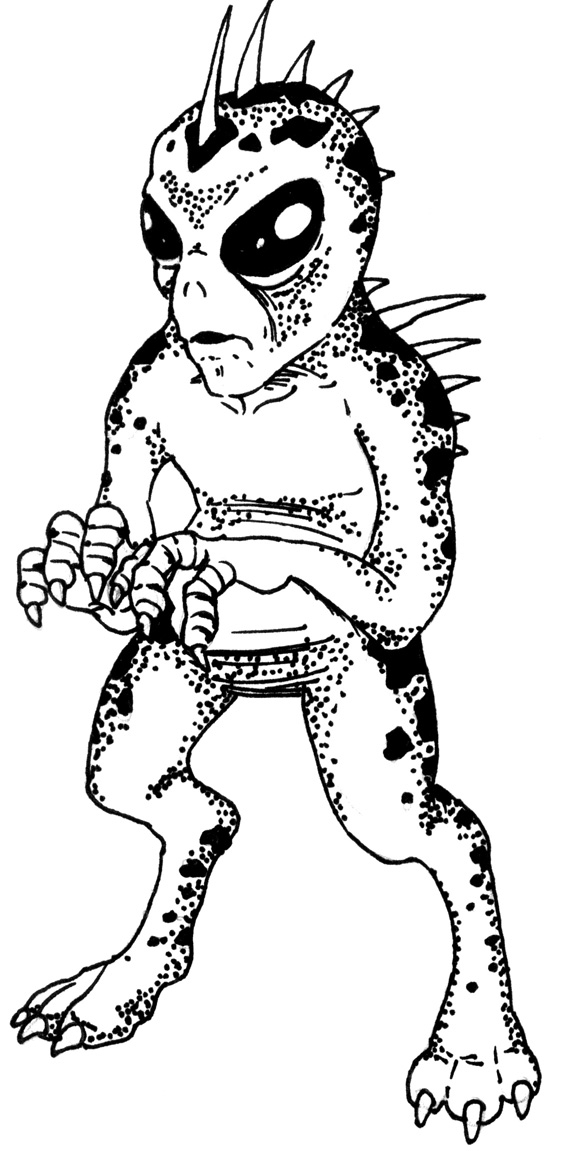
رسم لللشوباكبرة مستوحى من الوصف الأصلي

الشُّوباكَبرة أو الجُوباكَبرة (بالإسبانية: Chupacabra)‏ (نقحرة: تشوباكابرا) وتعني حرفيا «مصاص الماعز» (من تشوبا Chupa وتعني يمصّ، وكابرا Cabra وتعني ماعز) هو مخلوق أسطوري في التراث الشعبي لأجزاء من الأمريكتين، وسجلت أول مشاهدة مزعومة له في بورتو ريكو. أتى اسم من عادة الحيوان (حسب الشهود) بمهاجمة وشرب دم الماشية، ولاسيما الماعز.
يختلف الوصف الجسدي للمخلوق. حيث يزعم أنه مخلوق ضخم الجثة، وبحجم دب صغير، مع صف من الأشواك يمتد من الرقبة إلى قاعدة الذيل.
سجلت مشاهدات الشهود في بورتوريكو منذ عام 1995، ومنذ ذلك الحين تم التبليغ عن المشاهدات شمالا حتى ولاية ماين، وجنوبا حتى تشيلي، بل وتم رصده في دول خارج الأمريكتين مثل روسيا والفلبين، ولكن تم تجاهل أغلب التقارير لعدم كفاية الأدلة أو حتى وجودها. وقد تم التحقق من مشاهدات في شمال المكسيك وجنوب الولايات المتحدة ووصف بأنه نوع من الكلبيات مصاب بالجرب. ويرى علماء الأحياء ومسؤولو إدارة الحياة البرية أن الشوباكبرة هو مجرد أسطورة حضرية.

## التاريخ
تم تسجيل أول هجوم في بورتو ريكو في مارس 1995. . وفي هذا الهجوم، تم اكتشاف ثمانية خراف ميتة وعلى كل منها ثلاث جروح في منطقة الصدر وتم استنزاف الدم منها. وفي أغسطس بعد بضعة أشهر، زعمت شاهدة عيان تدعى مادلين تولنتينو أنها رأت المخلوق في بلدة كانوفاناس في بورتوريكو، وذلك عندما تم العثور ما يصل إلى 150 من حيوانات المزارع والحيوانات الأليفة مقتولة. في عام 1975، ونسبت حوادث قتل مماثلة في بلدة صغيرة تدعى موكا إلى ما سمي إل فامبيرو دي موكا (مصاص الدم من موكا). اشتبه في البداية أن تلك الحوادث من فعل عبدة الشيطان؛ وأبلغ لاحقا عن مزيد من حالات القتل في جميع أنحاء الجزيرة، وأفاد العديد من المزارعين عن فقدان حيواناتهم. وذكر أنه تم استنزاف الدم من جميع الحيوانات من خلال شقوق دائرية صغيرة.
وينسب اختراع اسم للشوباكبرة إلى الكوميدي ورجل الأعمال البورتوريكي سيلفيريو بيريز بعد الإبلاغ عن الحوادث الأولى في الصحافة. تم التبليغ عن مقتل حيوانات بشكل مشابه في بلدان أخرى بعد وقت قصير من الحوادث الأولى، مثل جمهورية الدومينيكان والأرجنتين وبوليفيا وتشيلي وكولومبيا وهندوراس والسلفادور ونيكاراغوا وبنما وبيرو والبرازيل والولايات المتحدة والمكسيك.

## الأصل المحتمل
قام عالم الحيوانات الخفية بنجامين رادفورد بدراسة استمرت خمس سنوات، ووثقها في كتابه «تتبع للشوباكبرة» الذي صدر عام 2011، خلص إلى أن الوصف الذي قدمته شاهدة العيان الأصلية في بويرتو ريكو، مادلين تولنتينو، مستند إلى المخلوق سيل في فيلم الرعب والخيال العلمي «الأنواع». حيث يتطابق وصف المخلوق سيل تقريبا مع وصف تولنتينو وأنها شاهدت الفيلم قبل تقديم إفادتها: «كان ذاك المخلوق يشبه للشوباكبرة، مع أشواك على ظهره...»، حسبما ذكرت تولنتينو. كشف رادفورد أن تولنتينو «اعتقدت أن المخلوقات والأحداث التي رأتها في الفيلم قد حدثت في الواقع في بورتوريكو في ذلك الوقت»، وبالتالي يخلص إلى أن «أهم وصف لللشوباكبرة لا يمكن الوثوق به». ويعتقد رادفورد أن هذا يقوض مصداقية للشوباكبرة كحيوان حقيقي.
إضافة إلى ذلك، لم يؤكد تشريح الجثة أيا من تقارير مص الدم،  وكشف تحليل من قبل طبيب بيطري عن 300 ضحية للشوباكبرة أنها لم تنزف بشكل كامل.
تنقسم تقارير رادفورد حول للشوباكبرة إلى فئتين:
- تقارير من بويرتو ريكو وأمريكا اللاتينية حيث تعرضت الحيوانات للهجوم ويفترض أنه تم مص دمها.
- التقارير في الولايات المتحدة عن ثدييات، ومعظمها من الكلاب والقيوط المصابة بالجرب، والتي يسميها الناس «للشوباكبرة» بسبب مظهرها غير العادي.

في أواخر أكتوبر 2010، خلص باري أوكونور عالم الأحياء من جامعة ميشيغان أن جميع تقارير الشوباكبرة في الولايات المتحدة كانت ببساطة ذئاب قيوط مصابة بالطفيليات القارمة الجربية، والذي من شأنه أن يفسر معظم ملامح الشوباكبرة: عندها فراء قليل وجلد سميك ورائحة عفنة. يرى أوكونور أن الهجمات على الماعز وقعت «لأن هذه الحيوانات المفترسة تكون ضعيفة، ولم تعد تقوى على الصيد. لذا فتضطر إلى مهاجمة الماشية لأنها أسهل من الأرانب أو الغزلان».
ورغم أن عديد الشهود استنتجوا أن الهجمات لا يمكن أن تكون من فعل كلب أو قيوط لأنها لم تأكل الضحية، فهذا الاستنتاج غير صحيح. فقد يحدث أن تقتل الكلاب والقيوط الفريسة ولا تأكلها، إما لأنها ليست ذات خبرة، أو نتيجة لإصابة أو صعوبة في قتل الفريسة. قد تبقى الفريسة على قيد الحياة بعد الهجوم وثم تموت جراء نزيف داخلي أو صدمة في الدورة الدموية. كما أن وجود ثقبين في الرقبة يتقابل مع أنياب الكلبيات، ويمكن توقع وجودها إذ أن هذه هي الطريقة الوحيدة الذي تقبض فيها الحيوانات آكلة اللحوم على فريستها.
وهناك تقارير عن الكلاب المكسيكية الجرداء والتي يخطئها البعض بأنها للشوباكبرة.

## مشاهدات مسجلة
خلال السنة الأولى من المشاهدات، تم تقديم أكثر من 200 تقرير في بورتو ريكو.
في يوليو 2004، قتل مربي ماشية بالقرب من سان أنطونيو، تكساس، مخلوقا أجرد يشبه الكلب كان يهاجم مواشيه. منح هذا الحيوان في البداية اسم وحش إلمندروف، وحدد فحص الحمض النووي الذي أجرته جامعة كاليفورنيا، ديفيس أنه ذئب مصاب بجرب دويدي أو قارمي. في أكتوبر 2004، تم العثور على جثتين في نفس المنطقة. فحص علماء الأحياء في تكساس عينات من الجثث وحددوا أيضا أنها تخص ذئاب قيوط تعاني من حالة جرب شديدة. وفي كولمان، تكساس، صاد مزارع يدعى ريجي لاغو حيوانا في أحد فخاخه التي نصبها بعد وفاة عدد من دجاجاته وديوكه الرومية. وصف الحيوان بأنه يشبه مزيجا من الكلب الأجرد والجرذ والكنغر. قدم لاغو الحيوان إلى المسؤولين إدارة المتنزهات والحياة البرية في تكساس ليحددوا هويته، ولكنه ذكر في 17 سبتمبر 2006، في مقابلة هاتفية مع جون أدولفي، مؤسس متحف العالم المفقود، أن «المخلوق الذي تم صيده يوم الثلاثاء وألقي به في سلة المهملات يوم الخميس».
في أبريل 2006، ذكرت جريدة MosNews أن للشوباكبرة شوهد في روسيا للمرة الأولى. ذكرت تقارير من روسيا الوسطى بدءا من مارس 2005 أن وحشا يقتل الحيوانات ويمتص دمائهم. حيث قتل 32 ديكا روميا واستنزف دمها بين عشية وضحاها. أتت تقارير من القرى المجاورة عندما قتل 30 خروفا واستنزف دمهما. وفي النهاية تمكن شهود العيان من وصف للشوباكبرة. في مايو 2006، كان الخبراء عازمين على تعقب الحيوان. يرى باحث الخوارق الروسي فاديم تشيرنوبروف أن الأراضي التي يزعم أن للشوباكبرة يرتادها تكمن في منطقة خاركيف في أوكرانيا والمناطق المجاورة لروسيا، ولكن أيضا في أجزاء من روسيا البيضاء وبولندا. في الآونة الأخيرة ظهرت تقارير عن هجمات في منطقة موسكو من روسيا حيث عثر على عشرات الطيور والحيوانات بلا دم وعليها جروح غريبة. كما تكلم الشهود في مرتين على الأقل عن مخلوق غامض يشبه الكنغر («رأسه كالتمساح») يهاجم البشر، ولكنه لم يسبب أضرارا كبيرة. يرى تشيرنوبروف شيئين غير عاديين حول للشوباكبرة، وهما أن آثار أقدامه «تتلاشى»، كما لو أنه يرتفع عن الأرض كما الطيور، وأنه أيضا يميل أحيانا إلى وضع جثث ضحاياه بشكل «جمالي»، في كثير من الأحيان عن طريق اللون والحجم، أو يبنى الأهرامات بتلك الجثث.
في منتصف شهر أغسطس 2006، وصفت امرأة من ولاية مين تدعى ميشيل أودونيل تيرنر، رؤيتها لحيوان «شرير المظهر» يشبه القوارض وذو أنياب وعثر عليه ميتا على جانب الطريق. ويبدو أن سيارة صدمته، ولم يمكن التعرف عليه. وتم التقاط الصور واتفقت تقارير الشهود أن المخلوق كان من فصيلة الكلبيات، ولكن في الصور التي نشرت لا تبدو مثل أي كلب أو ذئب في المنطقة. ويبدو من زوايا أخرى من الصور أن الحيوان مزيج من كلاب تشاو وأكيتا. وذكرت التقارير أن «الجوارح التهمت كل لحم الجثة قبل أن يراها الخبراء». وقد أفاد سكان ولاية ماين لسنوات عن مخلوق غامض وسلسلة من هجمات الكلاب.
في مايو 2007، ظهرت سلسلة من التقارير في الأخبار في كولومبيا بعد أن عثر على أكثر من 300 خروف ميتا في منطقة بوياكا، وتم أخذ عينة محتملة ليتم تحليلها من قبل علماء الحيوان في جامعة كولومبيا الوطنية.
في أغسطس 2007، عثرت امرأة تدعى فيليس كانيون على ثلاثة حيوانات في كويرو، تكساس. وذكرت أنها وجيرانها قد اكتشفت ثلاثة جثث لحيوانات غريبة خارج أملاك كانيون. أخذت صورا للجثث واحتفظت برأس أحدها في ثلاجتها قبل أخذها لتحليل الحمض النووي. وذكرت كانيون أن ما يقرب من 30 دجاجة في مزرعتها استنزفت من الدم على مدى سنين، وهو ما جعلها تربط الأمر مع أسطورة للشوباكبرة. يقدر عالم الثديات جون يونغ أن الحيوان في صور كانيون كان ثعلبا رماديا يعاني من حالة جرب حادة. في نوفمبر 2007، حدد علماء الأحياء في جامعة تكساس الحكومية في سان ماركوس أن عينات الحمض النووي تخص قيوط. إلا أن القيوط كان لون جلده الأجرد رمادي مزرق، وله أنياب كبيرة، وهي صفات تجعله مختلفا عن القيوط الطبيعي. كما أخذت عينات جلد إضافية في محاولة لتحديد سبب فقدان الشعر.
في 11 يناير 2008، تم الإبلاغ عن مشاهدة في اقليم كابيز في الفلبين. يعتقد بعض السكان من برنجيه أن للشوباكبرة قتل ثمان دجاجات. شهد صاحب الدجاج أن حيوانا يشبه الكلب هاجم الدجاج.
في 8 أغسطس، 2008، قام براندون ريدل، نائب مأمور مقاطعة ديويت، بتصوير حيوان مجهول على طول الطرق بالقرب كويرو، تكساس على كاميرا لوحة القيادة. وكان الحيوان بحجم الذئب ولكنه كان أصلعا وبخطم طويل، أرجله الأمامية قصيرة والخلفية طويلة. إلا أن رب عمل رايتر، وهو المأمور جود زافيسكي، يعتقد أنه من نفس نوع القيوط الذي حدده العلماء في جامعة تكساس الحكومية في نوفمبر 2007. وقد ظهرت لقطات الفيديو على حلقة أبريل 2011 مسلسل محطة ساي فاي التلفزيوني «حقيقي أو مزيف: ملفات الخوارق» حيث حاول فريق التحقيق إعادة تمثيل لقطات لوحة القيادة باستخدام حصان قزم وكلب مكسيكي أجرد (وكلاهما تم توليدهما محليا). لم يتطابق أي من الحيوانين مع المخلوق في الفيديو. كما اختبر الفريق أيضا عينة الحمض النووي المأخوذة من جثة أحد المخلوقات المزعومة التي عثر عليها أحد مربي الماشية في المنطقة وتبين لاحقا أنها تخص هجين ذئب وقيوط.
في سبتمبر 2009، بثت شبكة سي إن إن تقريرا يظهر لقطات فيديو مقربة من لجثة حيوان مجهول. ذكر نفس التقرير أن السكان المحليين يشكون أنه قد يكون للشوباكبرة. وأفاد محنط من بلانكو، تكساس، أنه استلم الجثة من طالب سابق قال أن قريبه اكتشف الحيوان في حظيرته، حيث مات متأثرا بالسم الذي تم وضعه للقوارض. أعرب المحنط عن اعتقاده بأن هذا هو قيوط متحور وراثيا.
في 18 سبتمبر 2009، باع المحنط جيري آير من بلانكو، تكساس الجثة إلى متحف العالم المفقود. أوردت صحيفة سيراكوز ستاندرد في 26 سبتمبر 2009 أن المتحف قام بعرض المخلوق ويعمل مع جامعة لم تسمى لاختبار البقايا.
في يوليو 2010، كانت هناك تقارير عن للشوباكبرة قتل برصاص ضباط مراقبة الحيوانات في مقاطعة هود، تكساس. كما ورد أن مخلوقا ثانيا تم رصده وقتله على بعد عدة أميال. إلا أن ضابطا في مراقبة الحيوانات في مقاطعة هود قال أن العلماء في جامعة تكساس إيه اند إم أجروا اختبارات وقالوا أن الجثة تخص هجين قيوط وكلب مع وجود علامات لإصابته بالجرب والطفيليات الداخلية. أما الشوباكبرة الثاني، والذي أصيب يوم 9 يوليو حوالي 8 أميال جنوب كريسون، فقد التهمته النسور قبل أن يتم أخذه للاختبار.
في 18 ديسمبر 2010، قام أحد مواطني مقاطعة نيلسون، كنتاكي، ويدعى مارك كوثرن بقتل حيوان لم يتعرف عليه. أخذت عدة صور للشوباكبرة وتم توثيق القصة من قبل وكالات الأنباء المختلفة. وصف كوثرن المخلوق بأن له آذان كبيرة، وشوارب، وذيل طويل، وكان بحجم قطة المنزل. قال كوثرن أنه تحدث مع وزارة الأسماك وموارد الحياة البرية في كنتاكي وسلم لهم الحيوان لإجراء مزيد من التحاليل.
في 4 يوليو 2011، ذكر جاك (جيف) كرابتري، من ليك جاكسون، تكساس أنه رأى للشوباكبرة في فناء منزله الخلفي. في البداية، حافظ كرابتري على نظريته الأصلية حول الشوباكبرة، ولكنه تراجع عنها بسرعة بعد أن كتبت الصحف المحلية وعدد من مراسلي وسائل الإعلام الأخرى عن قصته يوم 11 يوليو، واتفق مع خبراء الحياة البرية أنه على الأرجح قيوط مصاب بالجرب. وقال كرابتري «كان الأمر مزحة... أنا حقا لا أصدق ذلك.» ظهرت قصته على شبكة سي إن إن، وكذلك إم إس إن بي سي. وفي 15 يوليو 2011، صادرت السلطات المحلية الحيوان الذي رآه كرابتري. وأكد الخبراء أنه قيوط أجرب بالفعل.
في 17 سبتمبر 2013، نشرت فوكس 2 نيوز على موقعها الإلكتروني تقريرا عن مشاهدتين. في البداية، شاهدت امرأة «حيوانا رماديا صغيرا يشبه الكلب» قرب البوابة الأمامية للطريق السريع في أولد ليك هيل في سانت لويس. وزعم صياد في الأسبوع الذي سبق أنه قتل للشوباكبرة وهو يصيد الراكون. وقالت وزارة الحياة البرية في ميسيسيبي أنه كلب مصاب بالجرب.
في أكتوبر 2013، ذكرت محطة WOWT الأخبارية في أوماها أن عاملين من وزارة الطرق في نبراسكا زعما أنهما شاهدا للشوباكبرة خارج بلير، نبراسكا. أخذ العاملان صورا للحيوان ووصفوه بأنه «دراكولا بأربعة أرجل وهزيل». وكان الحيوان بلا شعر وبدا نحيفا وضعيفا. وفي وقت لاحق، حدد مدير الصحة الحيوانية في حديقة حيوان هنري دولي في أوماها، نبراسكا، الحيوان بأنه قيوط.
أبلغ زوجان من تكساس يقيمان في مزرعة في مقاطعة فيكتوريا وسائل الإعلام أنهما أطلقا النار على للشوباكبرة كان موجودا في أملاكهم في مساء يوم 23 فبراير 2014. كما تكلم عالم حياة برية مع منظمة الحدائق الحياة البرية في تكساس أيضا مع وسائل الإعلام: «رأيت السناجب والراكون والقيوط في بنفس الخصائص. وأن المخلوق الأسطوري الذي يراه معظم الناس، وهو في الحقيقة جرب قارمي يسببه سوس يعض الحيوان ويمكن أن يكون في أي حيوان ثديي - الكلاب والقطط والذئاب والثعالب، ويمكن للإنسان أن يصاب به بشكل أو بآخر».
في 3 أبريل 2014، زعم زوجان من تكساس أنهما صادا للشوباكبرة في راتكليف، تكساس في 29 مارس 2014. اقترح بنجامين رادفورد أن هذا الحيوان هو نوع من الراكون يعاني من الجرب القارمي.

## مظهر
الوصف الأكثر شيوعا للشوباكبرة هو أنه كائن يشبه الزواحف، ويغطيه الجلد أو الحراشف الرمادية المخضرة وفقرات ظهرية حادة أو ريش فوق ظهره. ارتفاعه يقرب من 3-4 قدم (1 إلى 1,2 م)، ويقف ويقفز بشكل يشبه الكنغر.
هناك وصف آخر أقل شيوعا هو بشكل سلالة غريبة من الكلاب البرية. وهذا الشكل هو في الغالب بلا شعر، وله سلسلة من الفقرات البارزة على ظهره، وبروز محاجر العين والأنياب والمخالب. وعلى عكس الحيوانات المفترسة التقليدية، يقال أن الشوباكبرة يستنزف دم الحيوان (وأحيانا أعضاءه) من خلال ثلاثة ثقوب على شكل مثلث مقلوب أو من خلال ثقب أو ثقبين.

## الأساطير المتعلقة
كائنات البيوتشن في تشيلي تشابه أيضا الشوباكبرة في عاداتها المزعومة، ولكن بدلا من أن يكون بشكل الكلب فهو يوصف بأنه ثعبان مجنح. ربما نشأت هذه الأسطورة من الخفاش مصاص الدماء، وهو حيوان مستوطن في المنطقة.
في الفلبين، هناك مخلوق أسطوري آخر يدعى سيغبين ويشابه الشوباكبرة في أوصافه. الاكتشاف الأخير حول القط الثعلب في جنوب شرق آسيا قد يشير إلى أن الشهود رأوا هذا الحيوان الذي لم يكن معروفا سابقا.

## في الثقافة الشعبية
أدت شعبية الشوباكبرة لظهوره في العديد من أنواع وسائل الإعلام.
وصف إد لافانديرا من سي إن إن بأن الشوباكبرة هو «بيغ فوت الثقافة اللاتينية»، وذكر أن «الشوباكبرة أيضا يرمز إلى الخوف من شيء لا وجود له». كما لقيت شعبية للشوباكبرة اهتماما عالميا في أعقاب الحادث الذي وقع في كويرو، تكساس. وزعمت فيليس كانيون، التي كانت مسؤولة عن صيد العينة المزعومة، أن القمصان التي رسم عليها الحدث تم شحنها إلى مواقع مثل إيطاليا وغوام والعراق. واقترح البعض تغيير تميمة المدينة إلى للشوباكبرة. وفي يوليو 2008، وعرض برنامج مونستر كويست على قناة هيستوري جثث الحيوان من تكساس، وأكد الفريق على أنها تخص كلاب أو قيوط.

## وصلات خارجية
- Alleged chupacabra likely a "Xolo dog"; story a hoax[وصلة مكسورة]
- Lundborg، Pam (25 سبتمبر 2009). ""Chupacabra" remains bought by Oswego County man". Syracuse.com. مؤرشف من الأصل في 2018-07-21. اطلع عليه بتاريخ 2016-01-20.
- Chupacabra mystery solved نسخة محفوظة 20 نوفمبر 2012 على موقع واي باك مشين.